# موقع روافة
موقع روافة، يعتبر من المواقع الأثرية الواقعة على طريق القوافل التجارية، والتي تربط الجزيرة العربية بشبه جزيرة سيناء أرض الكنانة.

## الموقع
يقع على مسافة تُقدر بـ 74كم غربي تبوك، حيث يبعد أيضاً نفس المسافة عن ميناء المويلح على البحر الأحمر.

## النشأة

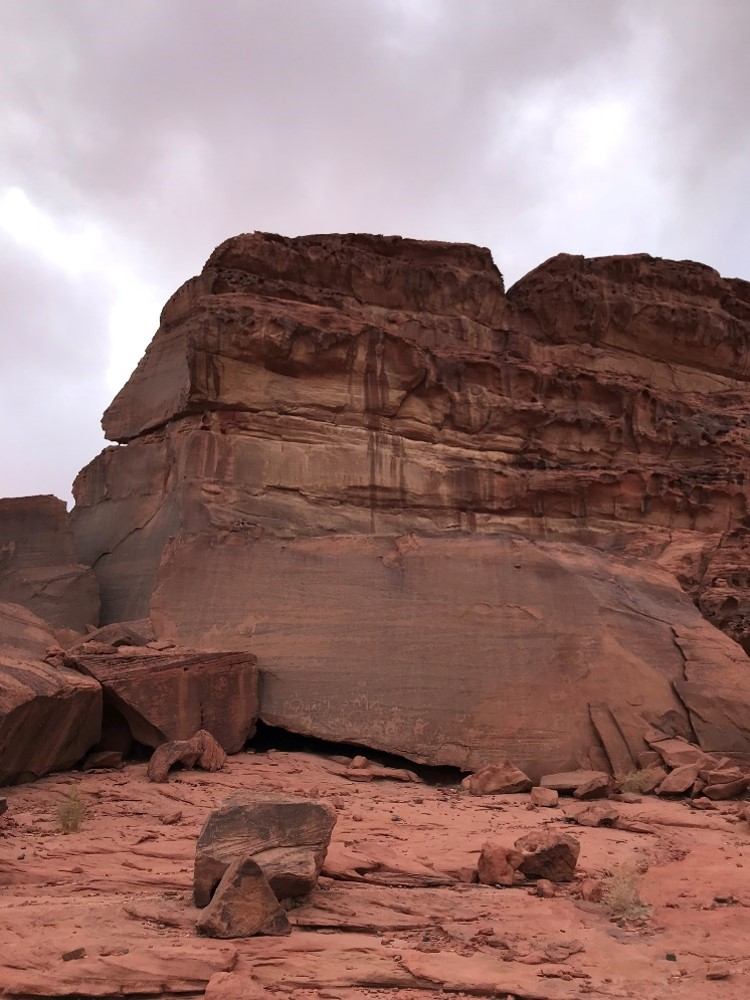

أحياهُ الأنباط والرومان، ومن أهم أثاره المعبد الروماني النبطي الذي يعود بناؤه إلى القرن الثاني للميلاد، حيث ذُكر ذلك في النقش الأغريقي الذي كان موضوعاً على واجهة المعبد، وقد ظل النقش موجوداً حتى سنة 1968م عندما زارت المنطقة بعثة جامعة لندن، وتُرجم كما يلي:«خلال الحكم الأبدي القوي لحكام الأرض أغسطس الشديد العظمة قاهر الأرمان وماكوس أوليوس انطونيوس وتوسيوس أوريلوس فيروس الأب الروحي الكبير أقام الشعب التيماوي هذا المعبد عن أمر واقتناع كرنثيوس انتيس دموس تاريخه يساوي سنة 169 للميلاد»، ومن أبرز من زار الموقع من الأوربيين عام 1910م دوتي والويس موسيل.

## الرسوم الصخرية في روافة
بالقرب من موقع روافه الأثري في الاتجاه الغربي تم اكتشاف رسوم صخرية تتكون الواجهة الأولى من رسومات صخرية اثرية ادمية وحيوانية وتنفر الواجهة بفن صخري نادر وهو للمرأة ممسكة بلجام لحصان عربي اصيل كما واضح بالرسمة